# روییشته (راژانگ)
روییشته (به صربی: Rujište) یک منطقهٔ مسکونی در صربستان است که در ناحیه نیشاوا واقع شده‌است. روییشته ۴۱۳ نفر جمعیت دارد.